# معركة البيضاء (2018)
معركة البيضاء هي معركة اندلعت في يونيو 2018 في محافظة البيضاء (اليمن) تشنها القوات الحكومية اليمنية ضد الحوثيين وذلك بعد سيطرة القوات الحكومية على آخر معاقل الحوثيون في محافظة شبوة المجاورة.